# موتییوویتسه
موتییوویتسه (به چکی: Mutějovice) یک منطقهٔ مسکونی در جمهوری چک است که در ناحیه راکوونیک واقع شده‌است.